# Copa Santa Catarina de Futebol Sub-20 de 2016
A Copa Santa Catarina de Futebol Sub-20 de 2016 foi a 1ª edição desta competição de futebol organizada pela Federação Catarinense de Futebol (FCF), que aconteceu entre 25 de março e 27 de junho de 2016. O campeão doi o Figueirense, que venceu a Chapecoense na final.
A competição visa valorizar o trabalho realizado pelos clubes em suas categorias de base, colaborando para o surgimento de novos atletas para o futebol brasileiro, atendendo o escopo do Estatuto do Torcedor ao fomentar o futebol.

## Premiação
| Copa Santa Catarina Sub-20 de 2017 |
| Florianópolis                      |
| ---------------------------------- |
| Figueirense Campeão (1º título)    |